# Levar
Levar je priimek več znanih Slovencev:

## Znani nosilci priimka
- Ančka Levar (1905—2005), igralka
- Ivan Levar (1888—1950), operni in koncertni pevec
- Miroslav Levar, podjetnik, politik (župan Cerknice)